# Chorthippus jishishanensis
Chorthippus jishishanensis är en insektsart som beskrevs av Zheng, Z. och L. Xie 2000. Chorthippus jishishanensis ingår i släktet Chorthippus och familjen gräshoppor. Inga underarter finns listade i Catalogue of Life.